# Przełęcz nad Wąwozem
Przełęcz nad Wąwozem (775 m), Nad Wąwozem – przełęcz na grzbiecie oddzielającym Zubrzycę Górną (powiat nowotarski) od Sidziny (powiat suski) – obydwie w województwie małopolskim. Wschodni stok przełęczy opada do Sidzinki, zachodni do potoku Bębeński. Nazwa przełęczy pochodzi od głębokiego jaru Wąwóz na jej wschodnim stoku. Jego głębokość jest zaskakująca.
Przełęcz i jej stoki porasta las. W regionalizacji fizycznogeograficznej Polski według Jerzego Kondrackiego znajduje się w Beskidu Orawsko-Podhalańskiego, w nowszej regionalizacji z 2018 roku na Pogórzu Orawsko-Jordanowskiem.

## Szlaki turystyczne
Przełęcz Spytkowicka – Łysa Góra – Leszczak – przełęcz Nad Harkabuzem – Żeleźnica – przełęcz Pod Żeleźnicą. Czas przejścia 3 h
 przełęcz Krowiarki – Zubrzyca Górna – Przełęcz Nad Wąwozem